# Maretiidae
Famille
Les Maretiidae sont une famille d'oursins de l'ordredes Spatangoida.

## Description et caractéristiques
Ce sont des oursins irréguliers, dont la large bouche filtreuse est située à l'avant de la face inférieure de l'animal, et l'anus en position terminale arrière.
Le disque apical est ethmolytique.

Les pétales sont en lignes arquées, s'affinant distalement, avec une zone perradiale séparant les paires de pores plus large que les colonnes de paires de pores.

Les pétales antérieurs ont des paires de pores réduites au niveau de la colonne antérieure adapicale.

Les ambulacres antéro-latéraux sont affinés entre les phyllodes et l'ambitus.

La plaque labrale est allongée en forme de cale, s'étendant jusqu'à la 2e plaque ambulacraire ou après.

Les plaques sternales sont opposées et très indentées à l'arrière ; la 6e plaque ambulacraire est allongée latéralement et indentée dans l'interambulacre postérieur.

La première paire de plaques post-épisternales sont aussi disposées en paire opposée.

Un fasciole subanal est présent, en forme typique de bouclier.
Cette famille semble être apparue à l'Éocène, et est représentée dans l'Indo-Pacifique.

## Liste des genres
Selon World Register of Marine Species (10 juin 2014) :
- genre Amoraster McNamara & Ah Yee, 1989 †
- genre Granobrissoides Lambert, 1920b -- 2 espèces
- genre Gymnopatagus Döderlein, 1901 -- 3 espèces
- genre Hemimaretia Mortensen, 1950b -- monotypique
- genre Homolampas A. Agassiz, 1874 -- 2 espèces
- genre Maretia Gray, 1855  -- 3 espèces actuelles
- genre Mariania Airaghi, 1901 †
- genre Mazettia Lambert & Thiéry, in Lambert, 1915 †
- genre Murraypneustes Holmes, Yee & Krause, 2005 †
- genre Nacospatangus A. Agassiz, 1873 -- 7 espèces
- genre Pycnolampas A. Agassiz & H.L. Clark, 1907b -- monotypique
- genre Spatagobrissus H.L. Clark, 1923 -- 2 espèces
- genre Tripatagus Zachos, 2012 †

Granobrissoides hirsutus (NHMD)
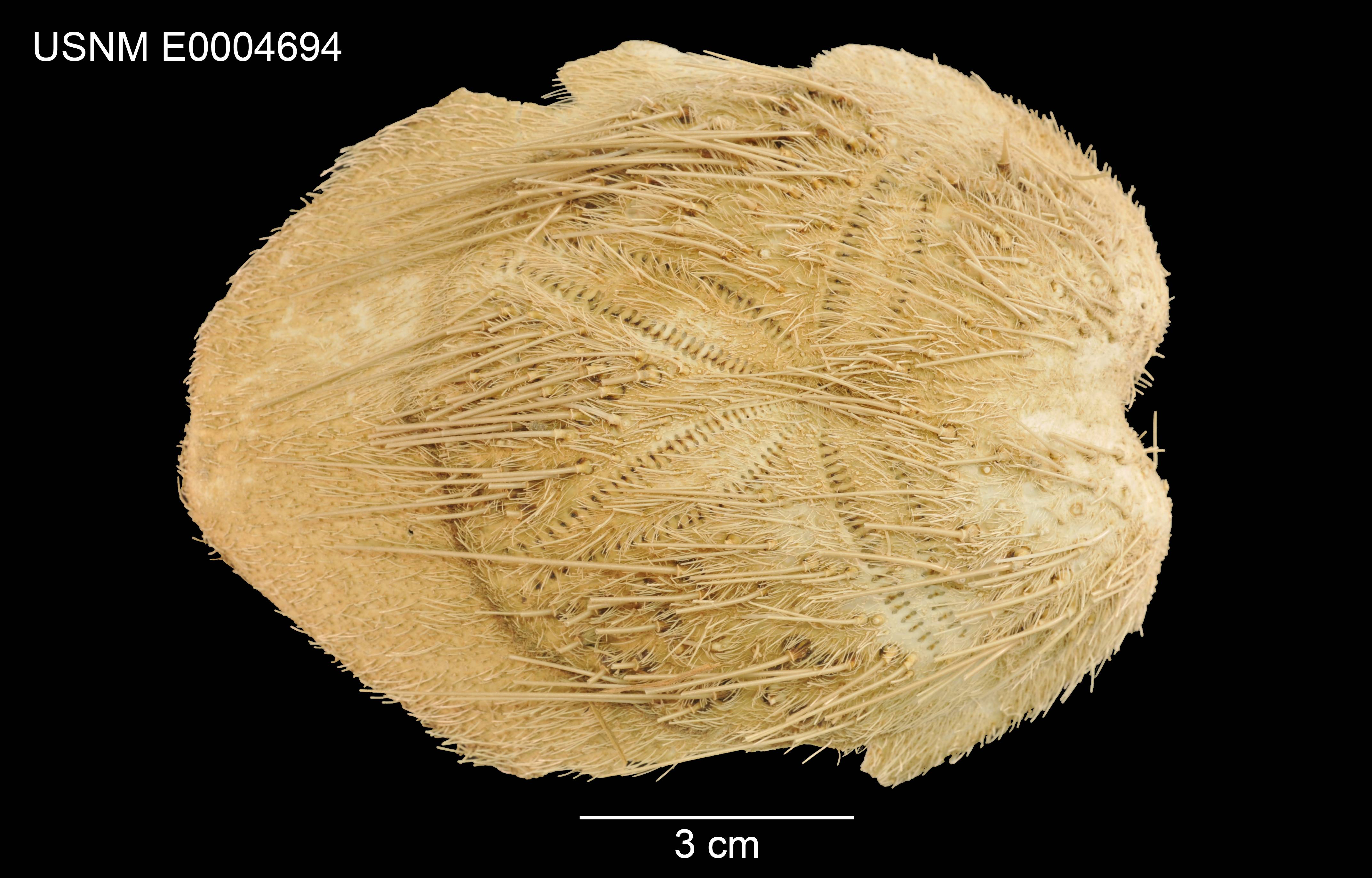
Test de Gymnopatagus magnus (USNM).
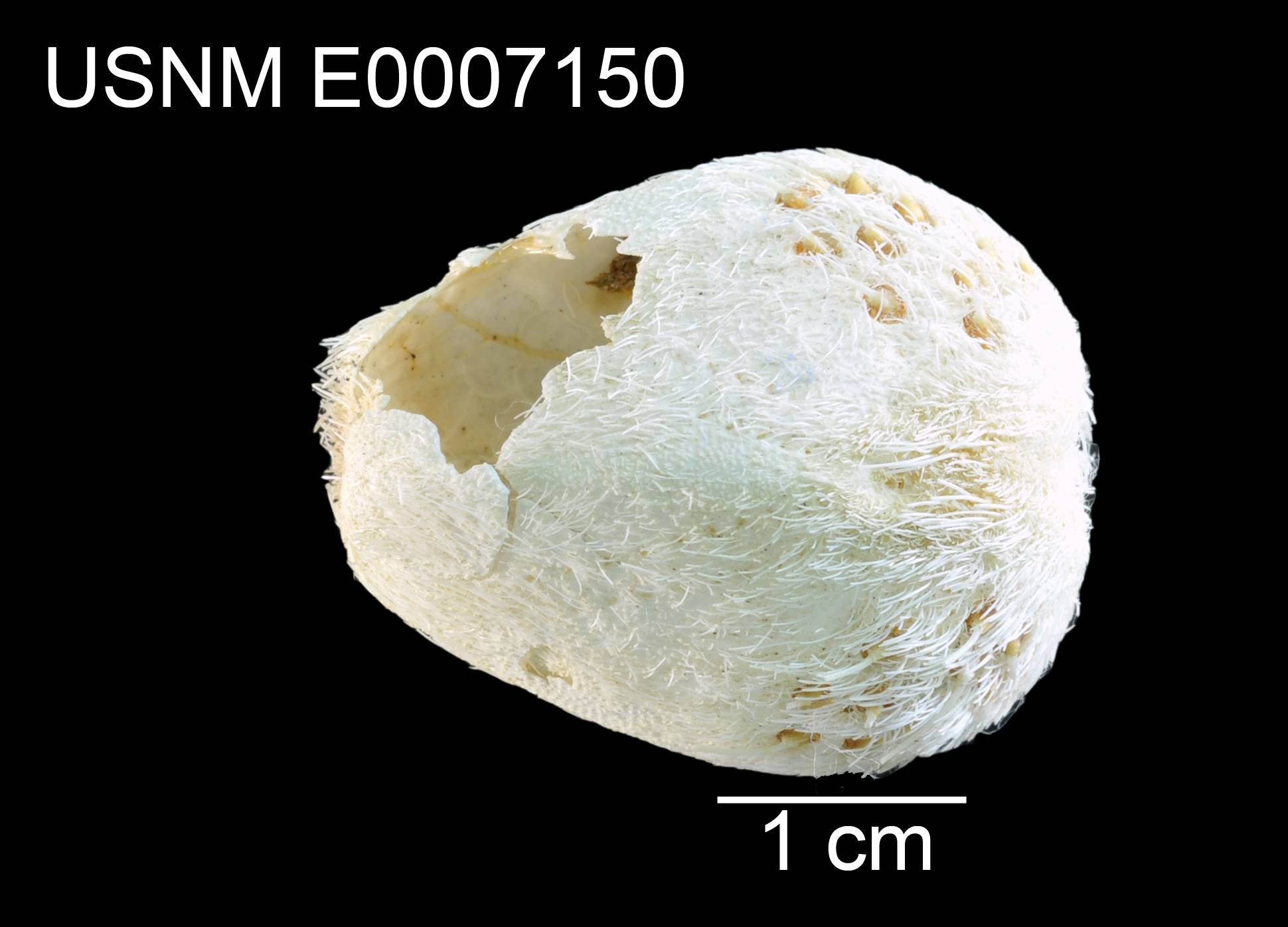
Homolampas lovenoides (USNM).
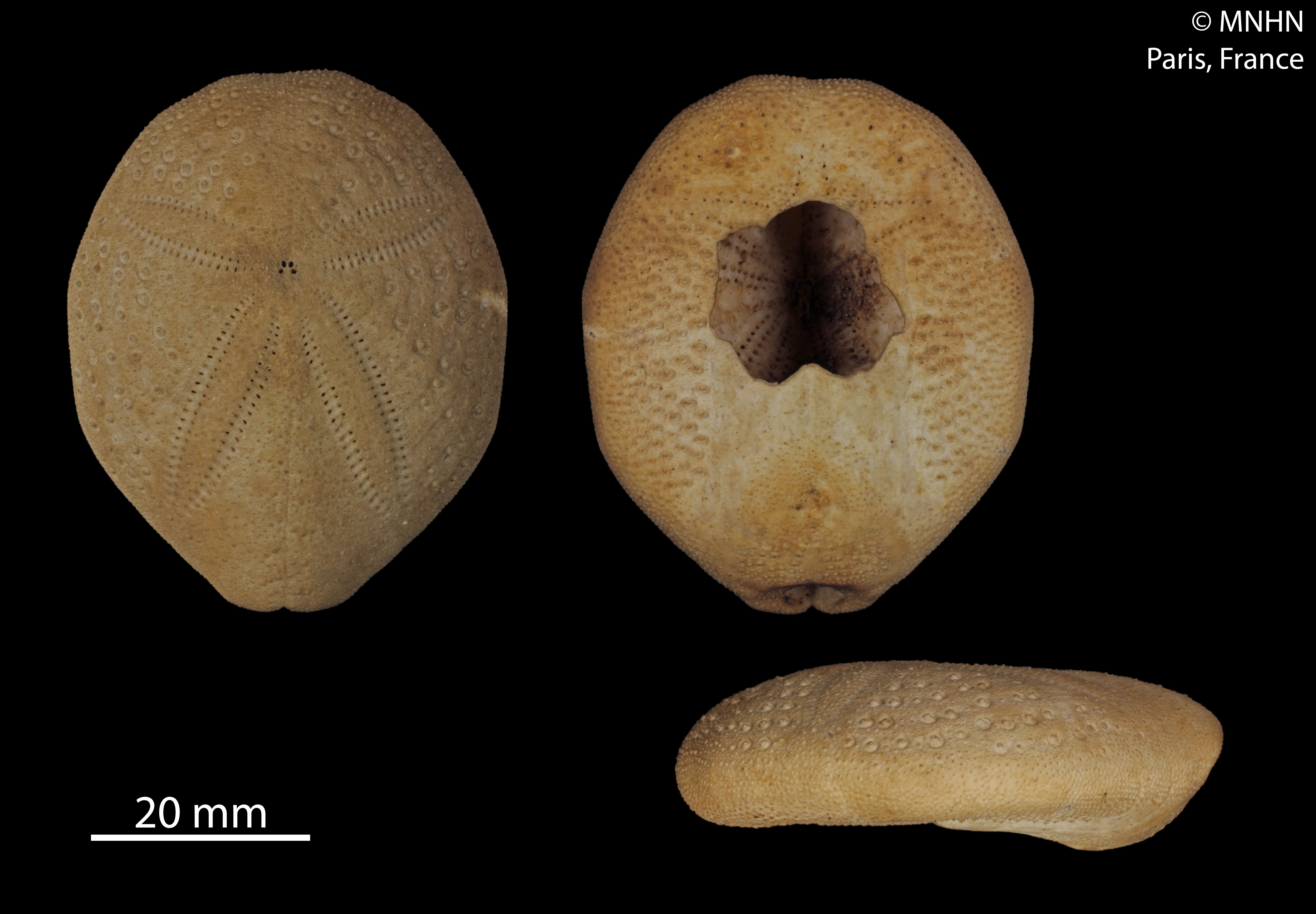
Maretia planulata (MNHN).
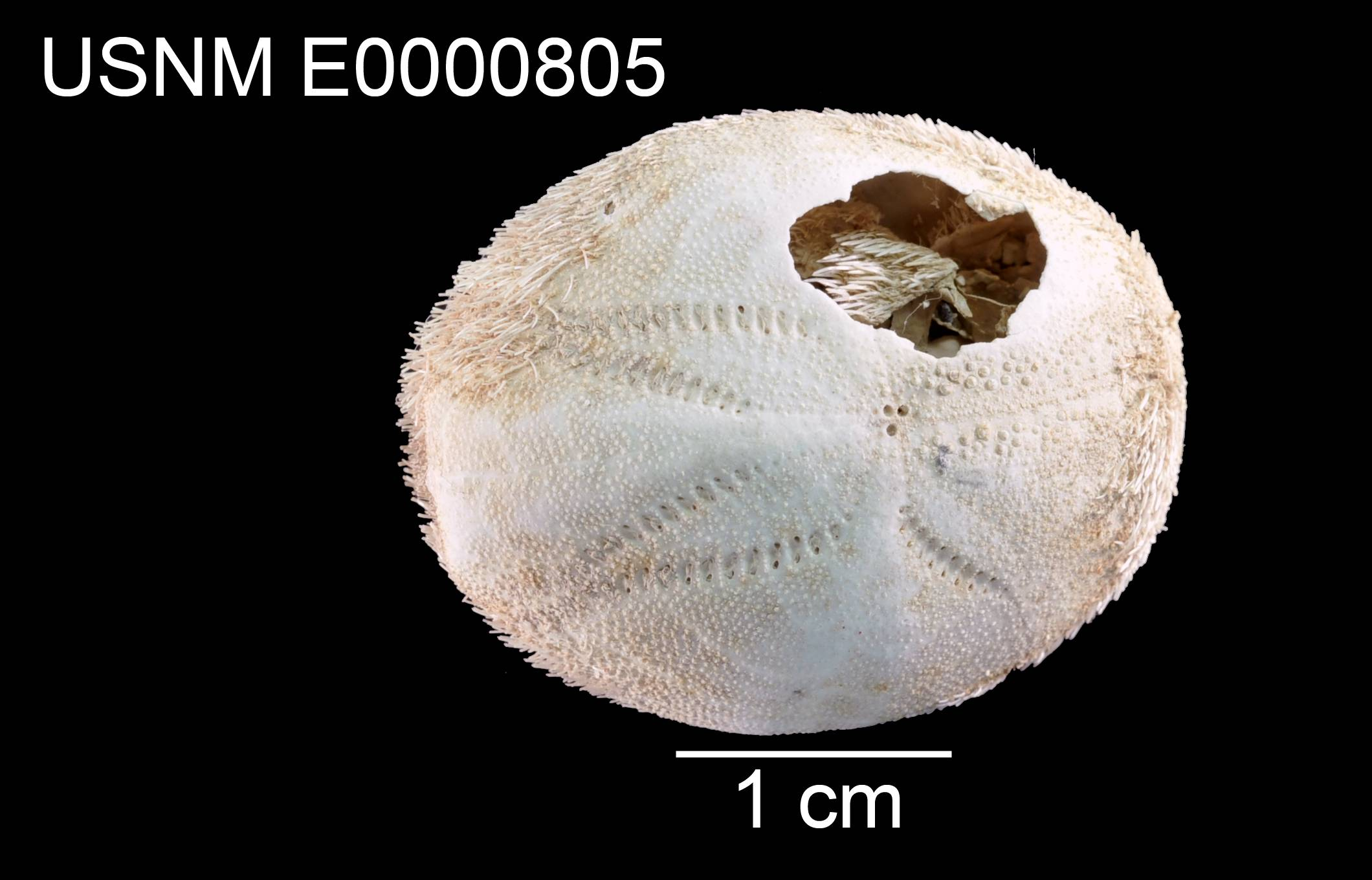
Nacospatangus laevis (USNM).
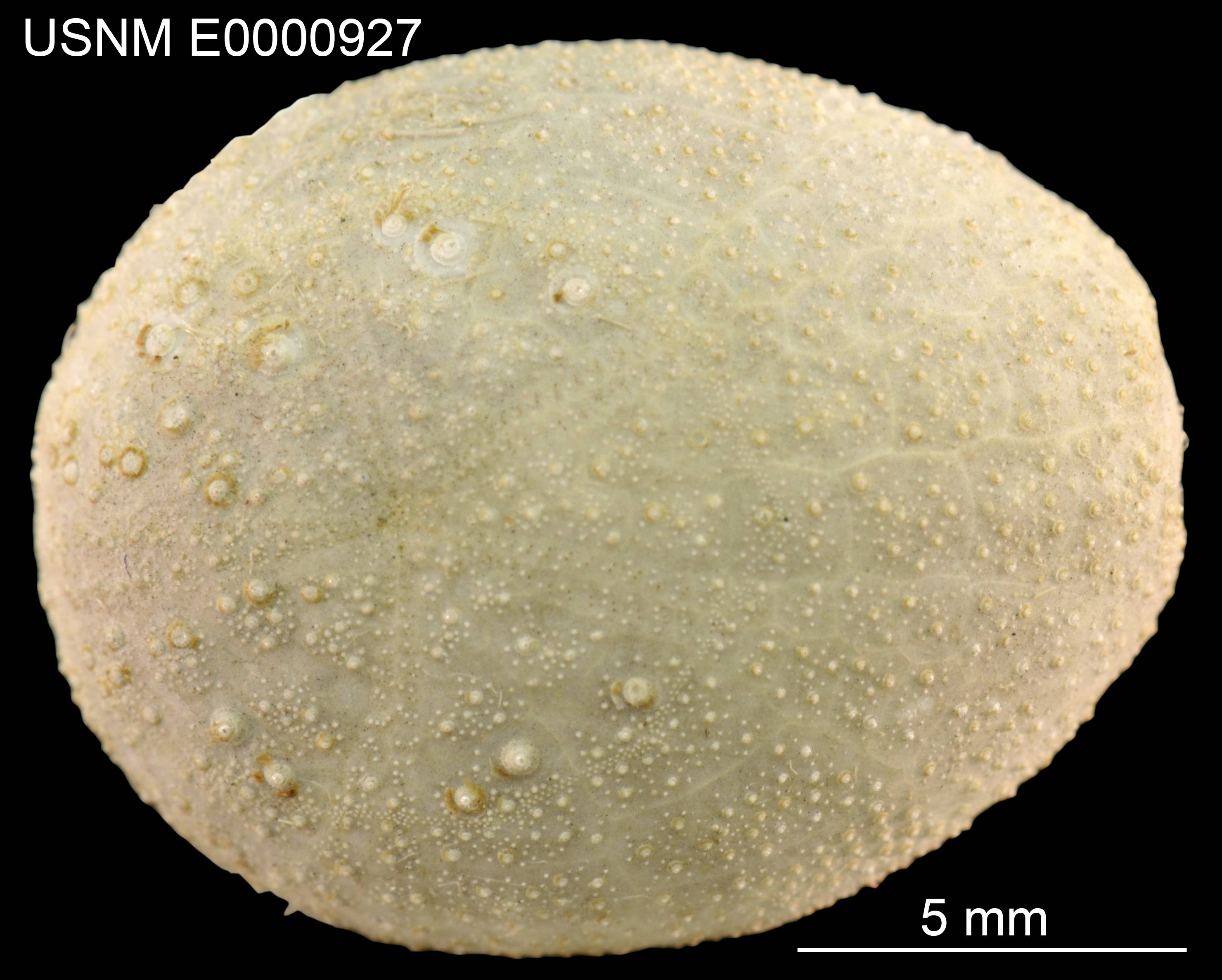
Pycnolampas oviformis (USNM).
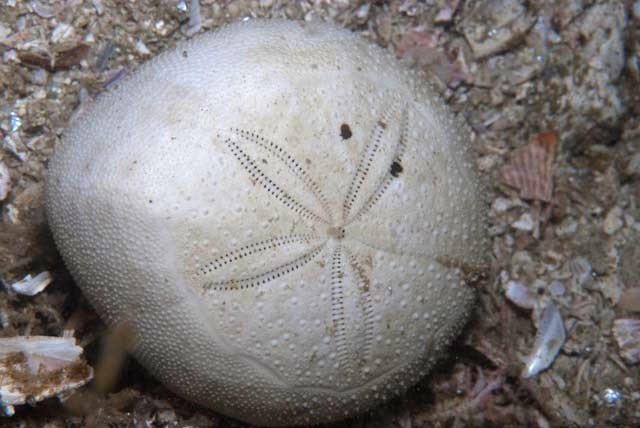
Spatagrobrissus mirabilis.